# Apanteles cingulicornis
Apanteles cingulicornis är en stekelart som beskrevs av Granger 1949. Apanteles cingulicornis ingår i släktet Apanteles och familjen bracksteklar. Inga underarter finns listade i Catalogue of Life.